# 克里斯蒂安·延森
克里斯蒂安·延森（丹麥語：Kristian Jensen，1971年5月21日—），是一名丹麦政治人物，曾于2015-2016年间任丹麦外交大臣，2016-2019年间任丹麦财政大臣。延森从属于自由党，并曾在2019年代理过该党主席的职务。
克里斯蒂安·延森已婚，妻子是歌手Pernille Rosendahl。

## 政治生涯
延森于1998年3月11日成为丹麦议会成员。他在1998-2001年担任自由党信息技术与体育发言人，后成为财政政策发言人和财政委员会副主席。2004-2010年，延森出任财政大臣，期间持强烈的“税率冻结”态度。
2009年5月17日，自由党举行党代会，延森在没有竞争对手的情况下被选为党副主席。2010年他辞去内阁职务，以专注党内组织事务。2011-2015年自由党作为反对派时，延森是党内的首席发言人。
2015年6月丹麦大选后，自由党组建少数派政府执政，延森于2015年6月28日被委任为外交大臣，2016年改任财政大臣。
2019年8月31日，拉尔斯·勒克·拉斯穆森卸任自由党主席，延森代理该职位，直至同年9月21日由雅各布·埃勒曼-延森接任。

## 荣誉
- 丹麦国旗勋章[4]